# Arrhyton dolichura
Arrhyton dolichura är en ormart som beskrevs av Werner 1909. Arrhyton dolichura ingår i släktet Arrhyton och familjen snokar. Inga underarter finns listade i Catalogue of Life.
Arten förekommer i Kuba. Honor lägger ägg.